# Rosikon Press
Rosikon Press – polskie wydawnictwo powstałe w 1990 roku, specjalizujące się w wydawaniu albumów o sztuce oraz ilustrowanych książek z zakresu historii, religii, podróży i poezji.
Wydawnictwo posiada archiwum fotografii w dziedzinie sztuki, historii, religii i reportażu. Jest członkiem Polskiej Izby Książki. Prezentuje swoje publikacje na Targach Książki w Krakowie, Warszawie, Frankfurcie, Paryżu, Madrycie, Hongkongu, Pekinie i Moskwie.
Nakładem Rosikon Press ukazały się m.in. książki Normana Daviesa, Elżbiety Dzikowskiej.

## Publikacje
Podróże:
- Groch i kapusta, czyli podróżuj po Polsce! (tom I, II i III), Elżbieta Dzikowska
- Uśmiech świata / Smiles of the World Album, Elżbieta Dzikowska
- Rzymskie Pasje, Kościoły Stacyjne Wiecznego Miasta, Hanna Suchocka
- Zaprosić Księżyc, Irena Sławińska

Historia:
- Złote Ogniwa, Polska-Europa, Norman Davies
- Spragnione dusze, Gerard J.M van den Aardveg, Janusz Rosikoń
- Od i Do. Najnowsze dzieje Polski według historii pocztowej, Norman Davies
- Sprawiedliwi. Jak Polacy ratowali Żydów przed zagładą, Grzegorz Górny
- Szlak Nadziei, Armia Andersa Marsz Przez Trzy Kontynenty, Norman Davies

Religia:
- Madonny Europy, Janusz Rosikoń
- Świadkowie Tajemnicy. Śledztwo w sprawie relikwii Chrystusowych, Grzegorz Górny, Janusz Rosikoń
- Dowody Tajemnicy. Śledztwo w sprawie zjawisk nadprzyrodzonych, Grzegorz Górny, Janusz Rosikoń
- Tajemnica Graala. Śledztwo w sprawie Świętego Kielicha, Grzegorz Górny, Janusz Rosikoń
- Ufam, Grzegorz Górny, Janusz Rosikoń
- Ufający, Grzegorz Górny, Janusz Rosikoń
- Sekrety Guadalupe, Grzegorz Górny, Janusz Rosikoń,
- Trzej Królowie. Dziesięć Tajemnic, Grzegorz Górny
- Oblicze Prawdy, Grzegorz Górny, Barrie Schwortz
- Tajemnice Fatimy, Grzegorz Górny, Janusz Rosikoń

Sztuka:
- Artyści Mówią, Wywiady z Mistrzami Malarstwa, Elżbieta Dzikowska
- Artyści Mówią, Wywiady z Mistrzami Grafiki, Elżbieta Dzikowska
- Artyści Mówią, Wywiady z Mistrzami Fotografii, Hanna Maria Giza